# 1812 ve fotografii
Tento článek obsahuje významné fotografické události v roce 1812.

## Narození v roce 1812
- 11. ledna – Carol Szathmari, rumunský malíř, tiskař a fotograf († 3. června 1887)
- 1. února – Auguste Hippolyte Collard, francouzský průkopník fotografie († 15. ledna 1893
- 20. března – Auguste Mestral, francouzský fotograf († 1. března 1884)
- 13. května – Adolphe Braun, francouzský textilní designer a fotograf († 31. prosince 1877)
- 17. října – Jeremiah Gurney, americký fotograf († 21. dubna 1895)
- 30. listopadu – Andreas Groll, rakouský fotograf, autor prvních fotografií Prahy († 20. března 1872)
- ? – Julia Shannonová, první známá profesionální fotografka v Kalifornii († 13. dubna 1854)
- ? – Marie-Alexandre Alophe, fotograf († ?)
- ? – John Benjamin Dancer, fotograf († ?)
- ? – Eugène Piot, fotograf († ?)
- ? – Michael Pakenham Edgeworth, fotograf († ?)
- ? – Frederick Hudson, britský spirituální fotograf (1812–1889)